# Aaron Abba HaLevi ben Johanan
Aaron Abba HaLevi Ben Johanan foi um proeminente rabino nascido no século XVI, e que morreu em 18 de junho de 1643 em Lemberg. Foi o presidente do colégio rabínico de Lemberg e suas decisões são encontradas nas responsa de Abraham Rapoport, Joel Särkes,e Meir Lublin.